# Cabezón de la Sal
Cabezón de la Sal település Spanyolországban, Kantábria autonóm közösségben. Cabezón de la Sal Mazcuerras, Ruente, Valdáliga, Udías, Alfoz de Lloredo és Reocín községekkel határos. Lakosainak száma 8162 fő (2024).

## Népesség
A település népessége az elmúlt években az alábbi módon változott:
| Lakosok száma | 7443 | 7921 | 8086 | 8372 | 8234 | 8369 | 8326 | 8301 | 8208 | 8162 |
|               | 2001 | 2004 | 2007 | 2009 | 2012 | 2014 | 2017 | 2019 | 2022 | 2024 |